# Les Envoûtées de Stepford
Série
Les Femmes de Stepford
(1975)
Pour plus de détails, voir Fiche technique et Distribution.
Les Envoûtées de Stepford (Revenge of the Stepford Wives) est un téléfilm américain réalisé par Robert Fuest, diffusé en 1980. Il s'agit d'une adaptation du roman Les Femmes de Stepford d'Ira Levin et une suite de son adaptation au cinéma de 1975.

## Fiche technique
Sauf indication contraire, les informations mentionnées dans cette section peuvent être confirmées par la base de données cinématographiques IMDb,  présente dans la section « Liens externes ».
- Titre français : Les Envoûtées de Stepford[1]
- Titre original : Revenge of the Stepford Wives
- Réalisation : Robert Fuest
- Scénario : David Wiltse d'après le roman Les Femmes de Stepford d'Ira Levin
- Musique : Laurence Rosenthal
- Pays d'origine : États-Unis
- Genre : thriller
- Date de diffusion : 
  - États-Unis : 12 octobre 1980

## Distribution
- Sharon Gless : Kaye Foster
- Julie Kavner : Megan Brady
- Audra Lindley : Barbara Parkinson
- Don Johnson : Officer Andy Brady
- Mason Adams : Wally
- Arthur Hill : Dale 'Diz' Corbett
- Ellen Weston : Kitten
- Peter Maloney : Henry